# Space Chimps
Space Chimps är en amerikansk/brittisk/kanadensisk datoranimerad film från 2008. Filmen hade biopremiär i USA den 18 juli 2008, samt i Sverige den 8 augusti 2008. Filmen är regisserad av Kirk DeMicco, som även har skrivit dess manus tillsammans med Rob Moreland. De engelska originalrösterna i filmen görs av bland andra Andy Samberg, Cheryl Hines och Patrick Warburton.

## Handling
Filmen handlar till största delen om tre schimpanser vid namn Ham III (sonson till schimpansen Ham, den allra första schimpansen i rymden), Luna och Titan, som har skickats ut på ett stort rymduppdrag, där en obemannad rymdsond har försvunnit in i ett stort maskhål. När de är på väg mot maskhålet för att leta efter denna rymdsond kraschlandar de på en okänd planet, som helt och hållet styrs av den elaka tyrannen Zartog. Nu gäller det för de tre rymdschimpanserna att försöka komma på ett sätt att både ta sig hem till planeten Jorden, och att befria den andra planetens invånare från den elaka Zartogs klor.

## Rollista (i urval)
| Figur                           | Originalröst      | Svensk röst                |
| ------------------------------- | ----------------- | -------------------------- |
| Ham III                         | Andy Samberg      | Daniel "Papa Dee" Wahlgren |
| Luna                            | Cheryl Hines      | Lina Hedlund               |
| Titan                           | Patrick Warburton | Lennart Jähkel             |
| Zartog                          | Jeff Daniels      | Leif Andrée                |
| Kilowalawhizasahooza / Kilowatt | Kristin Chenoweth | Anna Nordell               |
| Cirkusdirektören                | Kenan Thompson    | Magnum Coltrane Price      |
| Komet                           | Zack Shada        | Albin Flinkas              |
| Houston                         | Carlos Alazraqui  | Gunnar Ernblad             |
| Dr. Jagu                        | Omid Abtahi       | Magnus Veigas              |
| Dr. Bob                         | Patrick Breen     | Ulf Isenborg               |
| Dr. Poole                       | Jane Lynch        | Annika Jankell             |
| Dr. Smothers                    | Kath Soucie       | Ulricha Johnson            |
| Senatorn                        | Stanley Tucci     | Adam Fietz                 |
| Splork                          | Wally Wingert     | Ole Ornered                |

- Övriga svenska röster: Kristian Ståhlgren, Jennie Jahns, Matilda Olsson, Julius Lindfors och Peter Sjöquist
- Dialogregissör – Sharon Dyall
- Översättare – Maria Rydberg / Mediaplant
- Inspelningstekniker – Robert Iversen
- Projektledare – Maria Hellström
- Studio – Sun Studio Sverige
- Producent – Svend Christiansen, Sun Studio A/S

Svensk version producerad av Sun Studio A/S.